# Imishli
Imishli (en azerí: İmişli) es una localidad de Azerbaiyán, capital del raión homónimo.
Se encuentra a una altitud de 0 m sobre el nivel del mar.

## Demografía
Según estimación 2010 contaba con 34178 habitantes.